# Fremont (Ohio)
Fremont és una població dels Estats Units a l'estat d'Ohio. Segons el cens del 2000 tenia 17.375 habitants.

## Demografia
Segons el cens del 2000, Fremont tenia 17.375 habitants, 6.856 habitatges, i 4.374 famílies. La densitat de població era de 893,3 habitants per km².
Dels 6.856 habitatges en un 33,6% hi vivien nens de menys de 18 anys, en un 42,5% hi vivien parelles casades, en un 16,4% dones solteres, i en un 36,2% no eren unitats familiars. En el 30,4% dels habitatges hi vivien persones soles el 12,8% de les quals corresponia a persones de 65 anys o més que vivien soles. El nombre mitjà de persones vivint en cada habitatge era de 2,46 i el nombre mitjà de persones que vivien en cada família era de 3,06.
Per edats la població es repartia de la següent manera: un 27,6% tenia menys de 18 anys, un 10% entre 18 i 24, un 28,7% entre 25 i 44, un 19,3% de 45 a 60 i un 14,4% 65 anys o més.
L'edat mediana era de 34 anys. Per cada 100 dones de 18 o més anys hi havia 85 homes.
La renda mediana per habitatge era de 34.051 $ i la renda mediana per família de 39.439 $. Els homes tenien una renda mediana de 32.453 $ mentre que les dones 22.048 $. La renda per capita de la població era de 16.014 $. Aproximadament el 9,8% de les famílies i el 12,9% de la població estaven per davall del llindar de pobresa.

## Poblacions més properes
El següent diagrama mostra les poblacions més properes.